# Rechtsvisualisierung

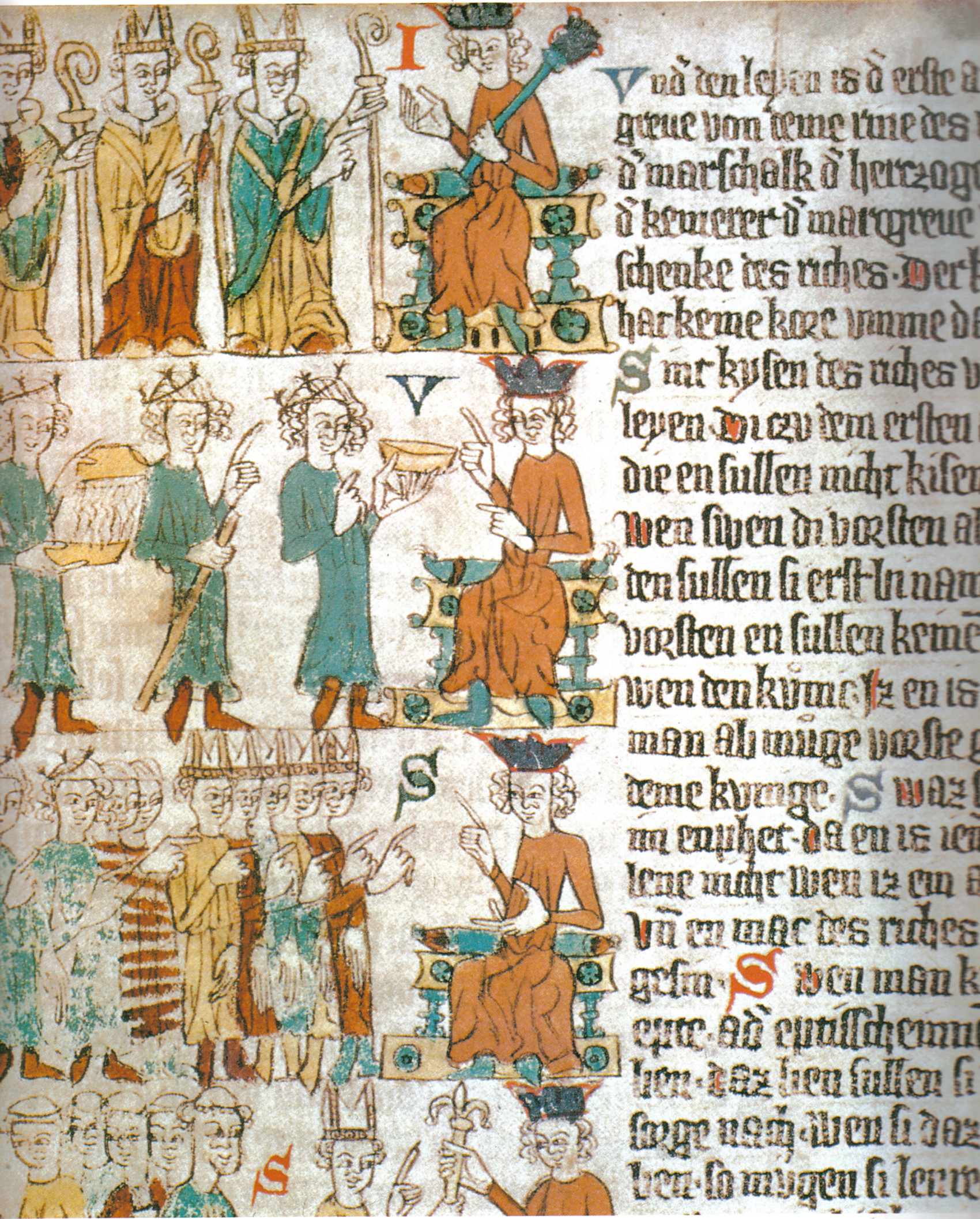
Die Wahl des Königs. Oben: die drei geistlichen Fürsten bei der Wahl, sie zeigen auf den König. Mitte: der Pfalzgraf bei Rhein überreicht als Truchsess eine goldene Schüssel, dahinter der Herzog von Sachsen mit dem Marschallsstab und der Markgraf von Brandenburg, der als Kämmerer eine Schüssel mit warmem Wasser bringt. Unten: der neue König vor den Großen des Reiches (Heidelberger Sachsenspiegel, um 1300)

Mit Rechtsvisualisierung wird die Veranschaulichung von Rechtsnormen und juristischen Zusammenhängen bezeichnet. Sie ist eine Art des Informationsdesigns, indem sie die Möglichkeiten der visuellen Kommunikation zur Informationsvermittlung, etwa in der juristischen Didaktik, nutzt. 
Frühe Beispiele sind die aufwändig bebilderten mittelalterlichen Rechtsbücher wie der Sachsenspiegel.